# Пай гоу покер
Пай гоу покер (англ. Pai Gow poker, также дабл хенд покер (англ. double-hand poker)) — карточная игра, где игрок, используя семь карт, старается составить две комбинации из пяти и двух карт, которые по рейтингу покерных рук будут сильнее, чем у противника. Пай гоу покер позаимствовал часть названия и общий принцип от китайской игры пай гоу (Pai Gow), в которой для игры используется китайское домино.
Пай гоу покер был изобретён в начале 1980-х годов в США Фредом Вольфом и быстро стал очень популярным. Фреду Вольфу принадлежит патент на эту игру и ещё целый ряд других игр казино. По другим данным автором игры является Сэм Торосян (англ. Sam Torosian), владелец Bell Card Club.

## Правила игры
Игра ведётся при помощи стандартной колоды в 52 листа плюс один джокер. За столом может быть до шести игроков плюс дилер, игроки играют против дилера. Игроки делают ставки, разрешённые лимитами стола.
Каждому из участников игры сдаётся по семь карт в закрытую. Эти карты игрок должен разделить на две части — «верхнюю» (англ. high) и «нижнюю» (англ. low). На верхнюю руку идёт пять карт, на нижнюю — две, комбинации выкладываются в открытую на отмеченные на столе места. При этом комбинация на нижней руке не может быть сильнее, чем на верхней (то есть нельзя вниз положить пару, а вверх — просто старшую карту). Если вы не соблюдаете это правило, вы автоматически проигрываете. После того, как все игроки сделали свой выбор, дилер также выкладывает свои карты (дилер следует фиксированным правилам разделения карт) и происходит сравнение комбинаций.
Сравнение верхней комбинации идёт по обычному покерному рейтингу рук (от роял-флэша до старшей карты), сравнение младших рук тоже основано на покерном рейтинге, только комбинаций возможно лишь две — пара или старшая карта. Если обе руки крупье бьют игрока, игрок проигрывает. Если одна из рук игрока бьет руку крупье, а вторая уступает, объявляется ничья, и игроку возвращается ставка. Если обе руки игрока бьют карты крупье, игрок выигрывает 1 к 1 за вычетом 5 % банковских комиссионных. Если на одной из рук получается ничья, то она обычно трактуется в пользу дилера (игрок эту руку проигрывает).
Отдельно необходимо сказать о джокере. Джокер может заменить любую карту в пятикарточной комбинации (или в семикарточной комбинации, если поставлена ставка на бонус) для составления стрита, флэша, стрит флеша или ройал флеша. Если эти комбинации составить не получается, то джокер считается тузом. На нижней руке джокер всегда считается тузом.

## Оптимальная стратегия
Оптимальная стратегия заключается в правильном разделении карт между верхней и нижней руками, в большинстве и онлайновых, и реальных казино игрок может попросить дилера, чтобы его карты были разделены по правилам заведения, которые довольно близки к оптимальным. На самом деле таблица оптимальной стратегии для пай гоу покера весьма сложна и велика, однако есть ряд несложных правил, которые приближены к оптимуму:
1. Нет комбинации: старшую карту оставить на верхней руке, две последующие — на нижнюю.
2. Одна пара: пару оставить на верхней руке, две старших из оставшихся карт — на нижнюю.
3. Две пары:
  - Не разделять, если у вас сумма очков девять и менее при короле или тузе;
  - Не разделять, если у вас сумма очков пятнадцать и менее при тузе;
  - Исключение: разделять семерки и двойки при короле и выше;
  - Исключение: разделять королей и двойки при тузе;
  - Исключение: разделять валеты и четверки при тузе;
  - Исключение: не разделять семёрки и восьмёрки (девятки) при тузе,
  - Где очки соответствуют номиналу карт (2 — для двоек, 11 — валет, 12 — дама, 13 — король, 14 — туз, то есть валеты и четверки дают сумму очков 4+11=15).
4. Три пары: старшую пару — на нижнюю руку.
5. Тройка: тройку оставить наверху, две старшие карты — на нижнюю руку, за исключением трех тузов: два туза остаются на верхней руке, один — на нижнюю.
6. Две тройки: из старшей тройки пару — на нижнюю руку.
7. Стриты и флеши: оставляем стриты и флеши, если нет двойной пары, иначе разделяем по правилам двух пар.
8. Фул-хаус: разделить на тройку и двойку (если есть две пары или две тройки — вниз кладём старшую пару).
9. Каре: каре от двойки до шестёрки — не разделять; каре от семерки до десятки — разделять, если нет короля или выше; каре от валета до короля — разделять, если нет туза или выше; тузовое каре — разделять, если нет другой пары.

Следуя этой стратегии, вы получите математическое ожидание игры порядка −2,7 %.